# 4-та армія (Велика Британія)
4-та армія (Велика Британія) (англ. Fourth Army (United Kingdom)) — військове об'єднання армії Великої Британії часів Першої світової війни, що була заснована у лютому 1916 року і брала активну участь у битвах Великої війни. У Другій світовій війні армія під такою назвою була сформована вдруге, втім насправді її не існувало в природі, це здійснювалося з метою введення противника в оману.

## Перша світова війна
4-та армія заснована 5 лютого 1916 року, як складова частина Британських експедиційних сил, що билися у британській армії в битвах Першої світової війни на території Франції. Першим командувачем армії визначений лейтенант-генерал сер Генрі Сеймур Роулінсон.

Задум операції «Хаш». 1917

Після завершення формування армія зайняла оборонні рубежі на Західному фронтові, напередодні запланованого літнього наступу союзних військ. У перший день на Соммі одинадцять дивізій 4-ї армії (XIII, XV, III, X та VIII корпуси) розпочали наступ на напряму дороги Альбер — Бапом. Напад був повністю розбитий на північному секторі, тому наступні операції 4-ї армії зосередилися на південному секторі, передавши контроль над північним сектором Резервній армії.
Восени 1917 року подальшому п'ять дивізій 4-ї армії планувалося застосувати як морський десант при вторгненні за планом операції «Хаш» на бельгійське узбережжя. Ця операція планувалася у контексті Третьої битви при Іпрі (31 липня — 10 листопада 1917). За замислом, після того, як німці будуть вибиті з хребта Пассендале–Веструсебеке і почнетеся наступ на Руселаре і Торгаут, XV британський корпус мав здійснив висадку на узбережжя. Втім, в міру того, як бойові дії поблизу Іпра затухали, висадка була скасована, дивізії 4-ї армії були виведені як підкріплення, поки армія не була розформована.